# Blou
Blou é uma comuna francesa na região administrativa da Pays de la Loire, no departamento de Maine-et-Loire. Estende-se por uma área de 21,46 km². Em 2010 a comuna tinha 1 027 habitantes (densidade: 47,9 hab./km²).